# Palmarès del Parma Calcio 1913

Lorenzo Minotti con alcuni dirigenti, intenti a celebrare la prima Coppa Italia vinta dal Parma nel 1991-1992.

Il palmarès del Parma Calcio 1913, società calcistica italiana con sede a Parma figura tra i più prestigiosi in Italia nonché, tra i più blasonati nelle competizioni UEFA. Tra i club più vincenti in Italia per tradizione sportiva e distintosi soprattutto a livello internazionale, il Parma ha conquistato nei suoi 112 anni di storia complessivamente 9 trofei.
Il primo successo ottenuto a livello nazionale fu il campionato di Serie C vinto nel 1953-1954, ma il trionfo più importante venne culminato nel 1991-1992 con la conquista della prima Coppa Italia, seguita poi da altri due successi ottenuti nel 1998-1999 e nel 2001-2002, figurando la decima squadra più vincente della competizione. Nella bacheca il Parma annovera anche un trionfo in Supercoppa italiana, ove si piazza al settimo posto per numero di trofei vinti nella competizione (a pari merito con Sampdoria e Fiorentina).
Nelle competizioni UEFA il Parma è la quarta squadra italiana più blasonata di sempre (alle spalle di Milan, Juventus e Inter rispettivamente a quota 17, 11 e 8 trofei), avendo vinto in totale una Supercoppa UEFA, una Coppa delle Coppe e due Coppe UEFA, inoltre i Crociati si piazzano al sedicesimo posto nella classifica globale delle competizioni UEFA.
In ambito interregionale la squadra ha vinto un campionato di Seconda Divisione, un campionato di Serie C, due campionati di Serie C1 e due campionati di Serie D. Nella stagione 2023-2024 ha vinto per la prima volta il campionato di Serie B.

## Prima squadra

### Successi nazionali

Il Parma festeggia la vittoria della Supercoppa italiana.

Il primo trionfo dei Crociati a livello nazionale arrivò con la vittoria del campionato di Serie C nella stagione 1953-1954, ma il miglior momento storico della squadra avvenne durante gli anni novanta, con la vittoria della prima Coppa Italia nella stagione 1991-1992 (vinta contro la Juventus). Successivamente i gialloblù conquistarono il trofeo in altre due occasioni, nel 1998-1999 e nel 2001-2002, rispettivamente contro Fiorentina e Juventus.
Nell'albo d'oro della Coppa Nazionale, il Parma è il decimo club più titolato di sempre, appaiato al Bologna, alle spalle di Juventus (15), Roma (9), Inter (9), Lazio (7), Fiorentina (6), Napoli (6), Milan (5), Torino (5) e Sampdoria (4).
Fra gli altri trofei, i Ducali annoverano in bacheca anche una Supercoppa italiana vinta nel 1999 contro il Milan 2-1, figurando il settimo club più blasonato della competizione (a pari merito con Sampdoria e Fiorentina).

### Successi internazionali

Il Parma festeggia il primo trionfo in Coppa UEFA.

Il Parma è uno club italiani più prestigiosi a livello internazionale, avendo vinto complessivamente 4 trofei nelle competizioni UEFA. Durante l'era Scala, il club gialloblù colleziona una serie di successi sia a livello nazionale che internazionale, difatti, il primo trionfo dei Ducali arriva con la vittoria della Coppa delle Coppe nel 1992-1993 contro l'Anversa, vinta per 3-1. Grazie al successo nella suddetta competizione, il Parma partecipa e vince la Supercoppa UEFA contro il Milan, nel doppio confronto di andata e ritorno.
Successivamente i gialloblù conquistano la Coppa UEFA in due occasione, nella stagione 1994-1995 contro la Juventus e nel 1998-1999, nella finale vinta 3-0 contro i francesi dell'Olympique Marsiglia, piazzandosi così al secondo posto, tra le italiane più vincenti della competizione (alle spalle di Juventus e Inter rispettivamente a quota 3 trofei).
Per numero di trofei vinti nelle competizioni UEFA, il Parma è la quarta italiana più vincente di sempre (alle spalle di Milan, Juventus e Inter).

### Competizioni ufficiali

Il capitano Néstor Sensini solleva la Coppa Italia conquistata nel 1998-1999.

Tomas Brolin regge la Supercoppa UEFA vinta nel 1993.

9 trofei

#### Competizioni nazionali
5 trofei
|  | Titolo/i                       | Anno/i                          |
|  | ------------------------------ | ------------------------------- |
|  | Coppa Italia: 3                | 1991-1992; 1998-1999; 2001-2002 |
|  | Supercoppa italiana: 1         | 1999                            |
|  | Serie B: 1                     | 2023-2024                       |
|  | Campionato italiano Serie C: 1 | 1953-1954                       |

#### Competizioni internazionali
4 trofei
|  | Titolo/i             | Anno/i               |
|  | -------------------- | -------------------- |
|  | Coppa delle Coppe: 1 | 1992-1993            |
|  | Supercoppa UEFA: 1   | 1993                 |
|  | Coppa UEFA: 2        | 1994-1995; 1998-1999 |

#### Competizioni interregionali
6 trofei
| Titolo/i                           | Anno/i                                     |
| ---------------------------------- | ------------------------------------------ |
| Seconda Divisione: 1               | 1924-1925 (girone C Nord)                  |
| Campionato italiano Serie C: 1     | 1972-1973 (girone A)                       |
| Campionato italiano di Serie C1: 2 | 1983-1984 (girone A); 1985-1986 (girone A) |
| Campionato italiano di Serie D: 2  | 1969-1970 (girone B); 2015-2016 (girone D) |

### Altre competizioni
- Coppa Renato Dall'Ara: 3[9]

1991-1992; 1998-1999; 2001-2002

### Altri piazzamenti

#### Competizioni nazionali
- Serie A

Secondo posto: 1994-1995; 1996-1997
Terzo posto: 1992-1993
- Serie B

Secondo posto: 2008-2009; 2017-2018
- Seconda Divisione

Secondo posto: 1924-1925
Terzo posto: 1922-1923
- Prima Divisione

Terzo posto: 1932-1933
Secondo posto: 1934-1935
- Serie C

Secondo posto: 1941-1942; 1949-1950; 1951-1952; 1971-1972; 1975-1976; 1976-1977
Terzo posto: 1950-1951
- Serie C1

Secondo posto: 1978-1979
- Lega Pro

Secondo posto: 2016-2017
- Serie B-C Alta Italia

Terzo posto: 1945-1946
- Coppa Italia

Finale: 1994-1995; 2000-2001
Semifinale: 1993-1994; 1997-1998
- Supercoppa italiana

Finale: 1992; 1995; 2002

#### Competizioni internazionali
- Coppa delle Coppe

Finale: 1993-1994
- Coppa UEFA

Semifinale: 2004-2005

## Settore giovanile

### Squadra Primavera (Under-19)

#### Competizioni internazionali
- Torneo Città di Vignola: 3

2001; 2013; 2021
- Trofeo Dossena: 1

1998

### Squadra Allievi (Under-17)

#### Competizioni nazionali
- Campionato Allievi Nazionali: 2

2003-2004; 2012-2013
- Supercoppa Under-17: 1

2013

#### Competizioni nazionali per Allievi Semiprofessionisti
- Campionato Allievi Semiprofessionisti: 2

1976-1977; 1977-1978

### Squadra Giovanissimi (Under-15)

#### Competizioni nazionali
- Campionato Nazionale Under-15 Serie C: 1

2016-2017